# マルスエクストラ
マルス エクストラは、本坊酒造から発売されている国産ブレンデッドウイスキー（原酒の一部に海外産の原酒も使用されているため、事実上日本洋酒酒造組合の定めるジャパニーズ・ウイスキーの表示基準に合致しないワールドブレンデッドウイスキー〈ジャパンメイドウイスキー〉扱いの商品）のブランドの一つである。
比較的マイルドな味のウイスキーで、水割りなどで飲むのに適している。焼酎の酒蔵らしく一升瓶で販売されている。